# Indiai húszrúpiás érme
Az indiai ₹20-s vagy húszrúpiás érme az indiai rúpia legnagyobb forgalomban lévő érméje.

## Adatok
| Előlap | Hátlap | Átmérő | Tömeg  | Vastagság | Összetétel                                                              | Verési évek | Jegyzetek   |
| ------ | ------ | ------ | ------ | --------- | ----------------------------------------------------------------------- | ----------- | ----------- |
|        |        | 27 mm  | 8,65 g | 2,15 mm   | Gyűrű: 65% réz, 20% nikkel, 15% cink, mag: 75% réz, 20% cink, 5% nikkel | 2020-2022   | [ 1 ] [ 2 ] |
|        | 2,1 mm | 27 mm  | 8,65 g | 2021-2023 | Gyűrű: 65% réz, 20% nikkel, 15% cink, mag: 75% réz, 20% cink, 5% nikkel | Emlékérme   |             |

## Előlap
Az előlap Asóka oroszlándíszét ábrázolja. Alatta kis betűkkel az सत्यमेव जयते (Az igazság mindig győz) felirat olvasható, két oldalt pedig az INDIA és भारत feliratok olvashatók, mindkettő jelentése India.

## Hátlap
Az előlapon az érték arab számokkal (₹20), angolul (TWENTY RUPEES) és hindiül (बीस रुपये) is ki van írva. Az esőcseppek az ország mezőgazdasági dominanciáját jelképezik.

## Emlékérme
2021-ben kiadtak egy emlékérmét India függetlenségének 75. évfordulójának alkalmából. Viszont a hagyományos emlékérmékkel ellentétben ezt több éven át verik, 2021 és 2023 között.